# Wooldridge
Wooldridge – wieś w Stanach Zjednoczonych, w stanie Missouri, w hrabstwie Cooper.